# Achrus haloxyli
Achrus haloxyli är en insektsart som beskrevs av Alexander Fyodorovich Emeljanov 1964. Achrus haloxyli ingår i släktet Achrus och familjen dvärgstritar. Inga underarter finns listade i Catalogue of Life.